# Marggraff Stichting
De Marggraff Stichting is een stichting die is opgericht na de dood van Ewald Marggraff in 2003, met als doelstelling om de uitgebreide bezittingen van Marggraff te beheren. Dit beheer geschiedde namens twee van zijn zussen en werd uitgevoerd door Frits Bevort. Dit is in 2015 overgenomen door zijn zoon Hein Bevort.
De terreinen die zich in eigendom van Ewald Marggraff bevonden besloegen een oppervlakte van minimaal bijna 700 ha. Aangezien deze terreinen niet onderhouden werden en het voor het publiek streng verboden was om ze te betreden, vertegenwoordigen ze een grote natuurwaarde.
Sedert 2005 is men begonnen om een deel van deze terreinen open te stellen voor het publiek. Deze terreinen omvatten:
- De Marggraff Bossen, een bosgebied van 85 ha dat aansluit bij De Geelders
- Vossenholen te Gemonde, een gebied van bosjes en weilanden van 22 ha.
- Kapellebos en Elzenburcht te Vught
- Wolvenbos te Vinkel
- Werstkamp, een loofbosgebied ten noorden van Berlicum.

Het Wilhelminapark te Boxtel zou in een later stadium opengesteld worden.
Veel van deze terreinen zijn ontgonnen door Lodewijk Marggraff, de vader van Ewald. 
De openstelling geschiedde in het kader van de Natuurschoonwet uit 1928, die voorziet in beheerssubsidie door de overheid in ruil voor openstelling.